# Dioscorea humifusa
Dioscorea humifusa är en enhjärtbladig växtart som beskrevs av Eduard Friedrich Poeppig. Dioscorea humifusa ingår i släktet Dioscorea och familjen Dioscoreaceae. Inga underarter finns listade i Catalogue of Life.